# Rudolf Bürger
Rudolf Bürger (Timișoara, 31 ottobre 1908 – 20 gennaio 1980) è stato un calciatore e allenatore di calcio rumeno, di ruolo difensore.

## Carriera
Di origini tedesche, Bürger giocò per diverse squadre di Timișoara, sua città natale e tra queste ci fu il Ripensia Timișoara, prima squadra professionistica della Romania.
Bürger vanta anche il record di aver giocato tutti e tre i Mondiali antecedenti alla Seconda guerra mondiale anche se non giocò nessuna partita nel secondo mondiale.

## Palmarès

### Giocatore

#### Competizioni nazionali
- Campionato rumeno: 5

Chinezul Timisoara: 1926-1927
Ripensia Timisoara: 1932-1933, 1934-1935, 1935-1936, 1937-1938
- Coppa di Romania: 2

Ripensia Timisoara: 1933-1934, 1935-1936